# Shape of My Heart (canción de Backstreet Boys)
«Shape of My Heart» (en español: «Forma de mi corazón») es una canción interpretada por de la boy band estadounidense Backstreet Boys, incluida en su cuarto álbum de estudio Black & Blue (2000), publicado como el sencillo principal de dicho álbum bajo el sello discográfico Jive Records el 25 de septiembre de 2000, la canción debutó en el número nueve en Billboard Hot 100. Llegó al número uno en Billboard Top 40 Mainstream. En Total Request Live de MTV, el vídeo musical rompió el récord de los Backstreet Boys por una canción en larga duración siendo número uno, que fue anteriormente hecho por "Larger Than Life". El vídeo pasó 61 días en la posición. La canción fue el tercer sencillo de la banda en llegar al número uno en todo el mundo. La canción también obtuvo una nominación a un Grammy por Mejor Actuación Pop por un Dúo o Grupo con Vocales. 
En diciembre de 2000, "Around the World in 100 Hours", la gira promocional de Black & Blue, los Backstreet Boys cantaron una versión a cappella de la canción en cada continente que aterrizaron.
En 2008, uno de los escritores de la canción, Lisa Miskovsky, lanzó su propia versión de la canción, "Another Shape of My Heart."

## Vídeo musical
El vídeo musical para "Shape of My Heart" estuvo dirigido por Matthew Rolston desde el 1 de octubre hasta el 2 de octubre. Se filmó en el Teatro Capitol en Salt Lake City. El vídeo entero está grabado en blanco y negro con tinta azul, creando un aspecto negro y azul (haciendo honor al nombre del disco, Black & Blue).
El vídeo muestra a los Backstreet Boys ensayando en un escenario en un teatro vacío. Otra serie de escenas muestran a un hombre y una mujer ensayando en el escenario mientras que otro hombre y otra mujer miran desde un escritorio enfrente de la audiencia en donde se sienta la banda. Los personajes de estas escenas también se mostraron con las escenas de la banda ensayando.

## Lista de canciones
CD Promocional
1. «Shape Of My Heart»

Europa Parte 1
1. «Shape Of My Heart»
2. «All I Have To Give» [A cappella]

Europa Parte 2
1. «Shape Of My Heart»
2. «All I Have To Give» [A cappella]
3. «The One» [Jack D. Elliot Radio Mix]

Remixes Vinilo
1. «Shape Of My Heart» [Soul Solution Club Mix]
2. «Shape Of My Heart» [Soul Solution Mixshow Edit]
3. «Shape Of My Heart» [Soul Solution Radio Mix]

## Posiciones en las listas
| Listas (2000-2001)                          | Máxima posición |
| ------------------------------------------- | --------------- |
| Alemania (Offizielle Deutsche Charts)       | 2               |
| Australia (ARIA)                            | 5               |
| Austria (Ö3 Austria Top 40)                 | 4               |
| Bélgica (Flandes) (Ultratop 50)             | 11              |
| Bélgica (Valonia) (Ultratip Bubbling Under) | 25              |
| Canadá (RPM Top Singles)                    | 5               |
| Dinamarca (Tracklisten)                     | 9               |
| El Salvador (Notimex)                       | 5               |
| Estados Unidos (Billboard Hot 100)          | 9               |
| Estados Unidos (Adult Contemporary)         | 2               |
| Estados Unidos (Mainstream Top 40)          | 8               |
| Estados Unidos (Adult Top 40)               | 24              |
| Finlandia (OFC)                             | 3               |
| Guatemala (Notimex)                         | 1               |
| Irlanda (IRMA)                              | 6               |
| Italia (FIMI)                               | 1               |
| Noruega (VG-lista)                          | 1               |
| Nueva Zelanda (Recorded Music NZ)           | 1               |
| Países Bajos (Mega Single Top 100)          | 3               |
| Reino Unido (UK Singles Chart)              | 4               |
| Reino Unido (UK Indie Chart)                | 1               |
| República Dominicana (Notimex)              | 2               |
| Suiza (Schweizer Hitparade)                 | 1               |
| Suecia (Sverigetopplistan)                  | 1               |

## Certificaciones
| País          | Certificación | Ventas  |
| ------------- | ------------- | ------- |
| Alemania      | Oro           | 250 000 |
| Australia     | Platino       | 70 000  |
| Nueva Zelanda | Oro           | 7500    |
| Noruega       | Oro           | 5000    |
| Suecia        | Platino       | 20 000  |

## Lanzamiento
| Formato        | Fecha de lanzamiento  |
| -------------- | --------------------- |
| Radio          | 3 de octubre de 2000  |
| Sencillo en CD | 31 de octubre de 2000 |